# Bombus confusus
Bombus confusus (saknar svenskt namn) är en insekt i överfamiljen bin (Apoidea) och släktet humlor (Bombus) som lever i centrala och östra Europa.

## Beskrivning
Bombus confusus är en korttungad, korthårig humla som till största delen, huvud, mellankropp och främre delen av bakkroppen, är svart. De tre sista bakkroppssegmenten på ovansidan, och de fem sista på undersidan är röda. Hanen har påtagligt stora ögon.

## Ekologi
Arten finns över öppen, torr mark, gärna på kalkgrund. Typiska habitat kan vara öppna ruderatområden, vingårdar och, främst i Ukraina trädbevuxna stäpper.
Arten är polylektisk, den flyger till blommande växter från många olika familjer. Honorna föredrar dock växter från familjen ärtväxter, och hanarna tistlar i familjen korgblommiga växter.                                                               
Till skillnad från många andra humlor, där hanarna ofta lockar till sig drottningen genom upprepade patrulleringsflygningar och användningen av feromoner, finner hanen av denna art drottningen helt på optisk väg. Han brukar spana efter drottningar från någon hög punkt i terrängen med hjälp av sina mycket stora ögon.

## Utbredning
I Europa är utbredningsområdet centrerat till Central- och Östeuropa; arten når inte Iberiska halvön, Italien, Balkan eller Medelhavet. Den saknas även på de Brittiska öarna och i de nordiska länderna. Utöver Europa har arten även nyligen (räknat från 2015) påträffats i Kina.

## Underarter
Två underarter har identifierats:
- Bombus confusus confusus som utgör huvuddelen av de observerade individerna, samt
- Bombus confusus paradoxus som numera (2015) endast finns i Ryssland.[1]

## Status
Arten är globalt rödlistad som sårbar ("VU") av IUCN, och populationen minskar. Främsta anledningen är det förändrade jordbruket med ökad kvävegödsling, vilken negativt påverkar ärtväxterna, en av de främsta värdväxterna. Förskogning och klimatförändringar, speciellt de ökade värmeböljorna, är andra faktorer som hotar arten.